# 2017년 LPGA 투어
2017년 LPGA 투어는 엘리트 여성 골프 선수를 대상으로 하는 일련의 프로 골프 대회이다. 이번 시즌은 1월 26일 바하마에서 시작되어, 플로리다주 네이플스에서 11월 19일에 종료될 예정이다. 대회는 미국을 기반으로 하는 LPGA에 의해 인증된다.

## 일정
각각의 우승자 뒤의 괄호 안의 숫자는 LPGA 투어의 공식적인 개인 경기에서의 총 우승 횟수이다. 굵게 표시된 대회는 LPGA 메이저 대회를 나타낸다.
| 날짜                | 대회                                          | 지역           | 우승자                  | 총상금 ($) | 우승 상금 ($) |
| ------------------- | --------------------------------------------- | -------------- | ----------------------- | ---------- | ------------- |
| 1월 26일–29일       | 퓨어 실크-바하마 LPGA 클래식                  | 바하마         | 브리트니 린시컴 (7)     | 1,400,000  | 210,000       |
| 2월 16일–19일       | ISPS 한다 위민스 오스트레일리언 오픈          | 오스트레일리아 | 장하나 (4)              | 1,300,000  | 195,000       |
| 2월 23일–26일       | 혼다 LPGA 타일랜드                            | 태국           | 양희영 (3)              | 1,600,000  | 240,000       |
| 3월 2일–5일         | HSBC 위민스 챔피언십                          | 싱가포르       | 박인비 (18)             | 1,500,000  | 225,000       |
| 3월 16일–19일       | 뱅크 오프 호프 파운더스 컵                    | 애리조나       | 안나 노르드크비스트 (7) | 1,500,000  | 225,000       |
| 3월 23일–26일       | 기아 클래식                                   | 캘리포니아     | 이미림 (3)              | 1,800,000  | 270,000       |
| 3월 30일 – 4월 2일  | ANA 인스퍼레이션                              | 캘리포니아     | 유소연 (4)              | 2,700,000  | 405,000       |
| 4월 12일–15일       | 롯데 챔피언십                                 | 하와이         | 크리스티 커 (19)        | 2,000,000  | 300,000       |
| 4월 27일–30일       | 발런티어스 오브 아메리카 텍사스 슛아웃        | 텍사스         | 노무라 하루 (3)         | 1,300,000  | 195,000       |
| 5월 4일–7일         | 로레나 오초아 매치 플레이                     | 멕시코         | 김세영 (6)              | 1,200,000  | 240,000       |
| 5월 18일–21일       | 킹스밀 챔피언십                               | 버지니아       | 렉시 톰슨 (8)           | 1,300,000  | 195,000       |
| 5월 25일–28일       | LPGA 볼빅 챔피언십                            | 미시간         | 펑산산 (7)              | 1,300,000  | 195,000       |
| 6월 2일–4일         | 샵라이트 LPGA 클래식                          | 뉴저지         | 김인경 (5)              | 1,500,000  | 225,000       |
| 6월 8일–11일        | 메뉴라이프 LPGA 클래식                        | 온타리오       | 에리야 쭈타누깐 (6)     | 1,700,000  | 255,000       |
| 6월 15일–18일       | 마이어 LPGA 클래식                            | 미시간         | 브룩 헨더슨 (4)         | 2,000,000  | 300,000       |
| 6월 23일–25일       | 월마트 NW 아칸소 챔피언십                     | 아칸소         | 유소연 (5)              | 2,000,000  | 300,000       |
| 6월 29일 – 7월 2일  | KPMG 위민스 PGA 챔피언십                      | 일리노이       | 대니엘 강 (1)           | 3,500,000  | 525,000       |
| 7월 6일–9일         | 숀베리 크리크 LPGA Classic                    | 위스콘신       | 캐서린 커크 (3)         | 2,000,000  | 300,000       |
| 7월 13일–16일       | US 여자 오픈                                  | 뉴저지         | 박성현 (1)              | 5,000,000  | 900,000       |
| 7월 20일–23일       | 마라톤 클래식                                 | 오하이오       | 김인경 (6)              | 1,600,000  | 240,000       |
| 7월 27일–30일       | 애버딘 애셋 메니지먼트 레이디스 스코티시 오픈 | 스코틀랜드     | 이미향 (2)              | 1,500,000  | 225,000       |
| 8월 3일–6일         | 리코 위민스 브리티시 오픈                     | 스코틀랜드     | 김인경 (7)              | 3,250,000  | 487,500       |
| 8월 18일–20일       | Solheim Cup                                   | 아이오와       | 미국                    | n/a        | n/a           |
| 8월 24일–27일       | 커네이디언 퍼시픽 위민스 오픈                 | 온타리오       | 박성현 (2)              | 2,250,000  | 337,500       |
| 8월 31일 – 9월 3일  | 캠비아 포틀런드 클래식                        | 오리건         | 스테이시 루이스 (12)    | 1,300,000  | 195,000       |
| 9월 7일–10일        | 인디 위민 인 테크 챔피언십                    | 인디애나       | 렉시 톰슨 (9)           | 2,000,000  | 300,000       |
| 9월 14일–17일       | 에비앙 챔피언십                               | 프랑스         | 안나 노르드크비스트 (8) | 3,350,000  | 502,500       |
| 9월 28일 – 10월 1일 | 맥케이슨 뉴질랜드 위민스 오픈                 | 뉴질랜드       | 브룩 헨더슨 (5)         | 1,300,000  | 195,000       |
| 10월 5일–8일        | 알리스포츠 레인우드                           | 중화인민공화국 | Tournament canceled     | 2,100,000  | 315,000       |
| 10월 12일–15일      | LPGA KEB하나은행 챔피언십                     | 대한민국       | 고진영 (1)              | 2,000,000  | 300,000       |
| 10월 19일–22일      | 스위잉 스커츠 LPGA 타이완 챔피언십            | 중화민국       | 지은희 (3)              | 2,200,000  | 330,000       |
| 10월 26일–29일      | Sime Darby LPGA Malaysia                      | 말레이시아     | 크리스티 커 (20)        | 1,800,000  | 270,000       |
| 11월 3일–5일        | 토토 재팬 클래식                              | 일본           | 펑산산 (8)              | 1,500,000  | 225,000       |
| 11월 8일–11일       | 블루 베이 LPGA                                | 중국           | 펑산산 (9)              | 2,100,000  | 315,000       |
| 11 16일–19일        | CME 그룹 투어 챔피언십                        | 플로리다       | 에리야 쭈타누깐 (7)     | 2,500,000  | 625,000       |